# 井出正次
井出 正次（いで まさつぐ）は、戦国時代から江戸時代初期の幕臣で代官および遠国奉行 。駿河代官・三島代官・駿府町奉行を歴任した。

## 出自
出生は駿河国で井出正直の子であり、井出家（正直系）の系譜である。『干城録』によると、通称は「甚助」の後に「藤九郎」と改め、再び「甚助」に復したとある。
後の井出一族の隆盛は、この正次の活躍によるところが大きい。井出家（正俊系）の系譜である正信（正次の甥）は正次の代官職を引き継ぎ、以後代官を世襲する家柄となった。

## 略歴

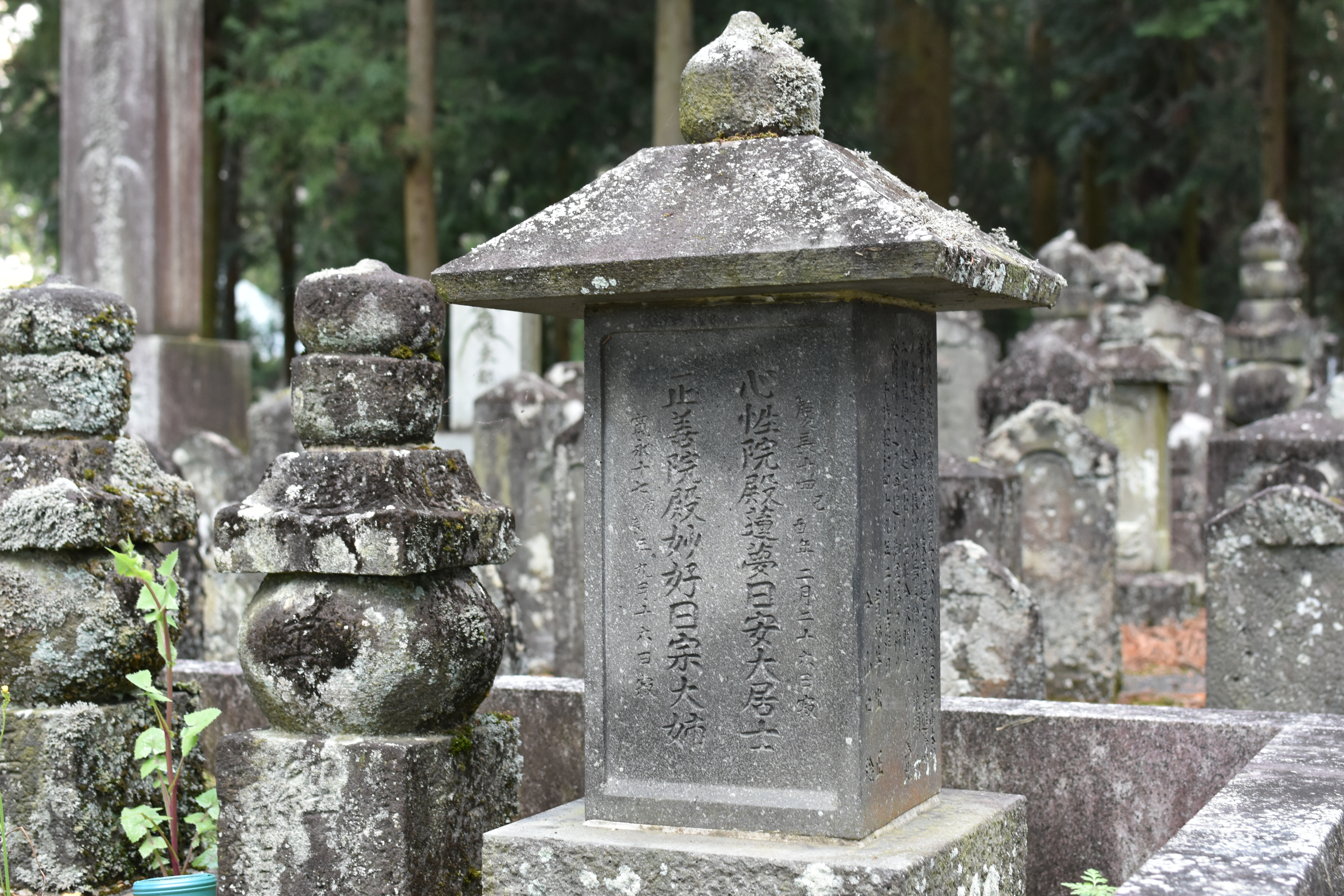
井出正次墓所（北山本門寺境内）

### 家譜集より
『寛永諸家系図伝』には、正次について以下のようにある。天正10年（1582年）に徳川家康に拝謁し、駿河代官職を務める。天正18年（1590年）には駿河国・伊豆国の代官職を務め、文禄4年（1595年）には駿府町奉行となったという。
『寛政重修諸家譜』巻第千百（以下『寛政譜』）には、『寛永諸家系図伝』以外の事柄として、以下のようにある。
徳川家康に拝謁後に駿河代官となった際、同国に旧領を賜る。天正18年（1590年）に豊臣秀吉が小田原征伐に向かう中、秀吉が鞠子宿に到着した際の饗応を設ける。しかし秀吉は鞠子宿に留まらず駿府へ向かったため予定が変更されることとなり、正次はそれを自ら早馬にて駿府に知らせる。秀吉はこの働きを見て、正次に姓名を問う。後日秀吉は家康と雑談した際に、正次の働きについて言及する。そこで家康は、正次を召して時服および黄金を授けたとある。
同年に駿河国・伊豆国に知行地が与えられ、文禄元年（1592年）にはそれらが伊豆国君沢郡に移され采地300石を知行される。慶長14年（1609年）2月26日に駿府にて没する。墓所については「彼地富士郡の本門寺に葬る」とある。

### 今川家臣から徳川家臣へ
正次の出自である井出氏は駿河国富士郡井出郷を本拠とする氏族であり、武田信玄による駿河侵攻の際は今川方に留まり武田方と対立する立場を取った。その際、正次も軍役奉公している。今川氏の凋落により北条氏が駿河国入りする段階となると、井出氏は北条方へ与することとなる。永禄12年（1569年）3月、正次は北条氏政より同月の上野筋での戦功を賞されている。
その後徳川家康に召し抱えられ、天正10年（1582年）には富士郡の本門寺用水（北山用水）の開削を進めている。翌11年（1583年）には駿河国に発給される徳川家康朱印状の奉者となり、富士郡のものを中心として多くの文書が残る。正次の富士郡での影響力は大きく、他に富士金山の支配にも関わっている。
徳川家康の関東移封後、正次は初代三島代官となる。三島代官としての活動として検地を施行し、また所轄内の寺院の諸役免除手形を発給するなどしている。例えば文禄3年（1594年）には三嶋神社領の検地を伊奈忠次と共に行っている。
関ヶ原の戦いを経て駿河国が再び徳川の領地となると、正次は駿河国内の徳川直轄領の支配を行うようになる。そして正次は有度郡・安倍郡の徳川直轄領の検地を行っている。正次は慶長6年（1601年）には志摩守に叙任されていたとされる。また同じく直轄領支配に携わった長谷川長綱が慶長9年（1604年）4月に死去すると、それに伴い長綱の支配領域も継承している。慶長12年（1607年）には駿府町奉行となっている。このように正次は要職を歴任している。
『台徳院殿御実紀』巻九には「駿河町奉行兼代官井出志摩守正次病なくして頓死す」とあり、急死であったとしている。また「その子小姓甚之助正成家つがしめらる」とあるように、家督は子の正成が継いだ。